# Kansai-lijn
De Kansai-lijn (Japans: 関西本線, Kansai-honsen) is een spoorlijn die de prefecturen Aichi  en Ōsaka met elkaar verbindt. De lijn wordt gezamenlijk geëxploiteerd door JR Central en JR West. De lijn loopt vanaf Nagoya naar JR Namba, waarbij het geëlektrificeerde deel (tussen Kamo en JR Namba) bekendstaat als de Yamatoji-lijn. Vanaf Nagoya gaat het traject via de westzijde van de baai van Ise naar het zuiden en buigt vanaf het station Kawarada af naar het westen. Vervolgens gaat de spoorlijn door een bergachtig gebied richting Nara en Ōsaka.
Ondanks dat de lijn het predicaat Honsen (本線, hoofdlijn) draagt, is de Kansai-lijn voornamelijk een lokale spoorlijn: de geëlektrificeerde delen maken deel uit van de voorstadnetwerken van Nagoya en Ōsaka, terwijl het deel ertussenin enkelsporig en niet geëlektrificeerd is. Ook is er sinds 2006 geen doorgaande treindienst meer tussen Nagoya en Ōsaka.

## Geschiedenis
De Kansai-lijn is ontstaan uit een aantal delen van voormalige spoorlijnen (bijvoorbeeld de Nara en Ōsaka-spoorlijnen). Het eerste deel van de eigenlijke Kansai-lijn werd in 1890 geopend, waarna er geleidelijk aan nieuwe sporen en stations werden toegevoegd. In 1988 kreeg het deel tussen Kamo en JR-Namba de bijnaam Yamatoji.

## Stations

### JR Central (Nagoya - Kameyama)
Op dit gedeelte rijden stoptreinen als sneltreinen en intercity's. T/m 2006 zorgde de intercity  Kasuga voor een directe verbinding tussen Nagoya en Ōsaka.
| Station          | Japans   | Verbindingen | Wijk        | Stad      | Prefectuur |
| ---------------- | -------- | --- | ----------- | --------- | ---------- |
| Nagoya           | 名古屋   | JR Central: Tokaido-lijn, Chūō-lijn, Takayama-lijn Metro van Nagoya: Higashiyama-lijn (H08), Sakura-dori-lijn (S02) Meitetsu: Nagoya-lijn (station Meitetsu Nagoya) Kintetsu: Nagoya-lijn (station Kintetsu Nagoya) Nagoya Rinkai: ■ Aonami-lijn (AN01) | Nakamura-ku | Nagoya    | Aichi      |
| Hatta            | 八田     | Metro van Nagoya: Higashiyama-lijn (H02) Kintetsu: Nagoya-lijn (station Kintetsu Hatta) | Nakamura-ku | Nagoya    | Aichi      |
| Haruta           | 春田     | | Nakagawa-ku | Nagoya    | Aichi      |
| Kanie            | 蟹江     | | Kanie       | Kanie     | Aichi      |
| Eiwa             | 永和     | | Aisai       | Aisai     | Aichi      |
| Yatomi           | 弥富     | Meitetsu: Bisai-lijn Kintetsu: Nagoya-lijn (station Kintetsu Yatomi) | Yatomi      | Yatomi    | Aichi      |
| Nagashima        | 長島     | Kintetsu: Nagoya-lijn (station Kintetsu Nagashima) | Kuwana      | Kuwana    | Mie        |
| Kuwana           | 桑名     | Kintetsu: Nagoya-lijn, Yōrō-lijn Sangi: Hokusei-lijn (station Nishi-Kuwana) | Kuwana      | Kuwana    | Mie        |
| Asahi            | 朝日     | | Asahi       | Asahi     | Mie        |
| Tomida           | 富田     | Sangi: Sangi-lijn (station Kintetsu Tomida) Kintetsu: Nagoya-lijn (station Kintetsu Tomida) | Yokkaichi   | Yokkaichi | Mie        |
| Tomidahama       | 富田浜   | | Yokkaichi   | Yokkaichi | Mie        |
| Yokkaichi        | 四日市   | | Yokkaichi   | Yokkaichi | Mie        |
| Minami-Yokkaichi | 南四日市 | | Yokkaichi   | Yokkaichi | Mie        |
| Kawarada         | 河原田   | Isetetsu: Ise-lijn | Yokkaichi   | Yokkaichi | Mie        |
| Kawano           | 河曲     | | Suzuka      | Suzuka    | Mie        |
| Kasado           | 加佐登   | | Suzuka      | Suzuka    | Mie        |
| Idagawa          | 井田川   | | Kameyama    | Kameyama  | Mie        |
| Kameyama         | 亀山     | JR Central: Kisei-lijn JR West: Kansai-lijn richting Kamo | Kameyama    | Kameyama  | Mie        |

### JR West (Kameyama - Kamo)
| Station        | Japans   | Verbindingen                                        | Stad            | Prefectuur |
| -------------- | -------- | --------------------------------------------------- | --------------- | ---------- |
| Kameyama       | 亀山     | JR Central: Kisei-lijn, Kansai-lijn richting Nagoya | Kameyama        | Mie        |
| Seki           | 関       |                                                     | Kameyama        | Mie        |
| Kabuto         | 加太     |                                                     | Kameyama        | Mie        |
| Tsuge          | 柘植     | JR West: Kusatsu-lijn                               | Iga             | Mie        |
| Shindō         | 新堂     |                                                     | Iga             | Mie        |
| Sanagu         | 佐那具   |                                                     | Iga             | Mie        |
| Iga-Ueno       | 伊賀上野 | Iga Tetsudō: Iga-lijn                               | Iga             | Mie        |
| Shimagahara    | 島ヶ原   |                                                     | Iga             | Mie        |
| Tsukigaseguchi | 月ケ瀬口 |                                                     | Minamiyamashiro | Kioto      |
| Ōkawara        | 大河原   |                                                     | Minamiyamashiro | Kioto      |
| Kasagi         | 笠置     |                                                     | Kasagi          | Kioto      |
| Kamo           | 加茂     | JR West: Yamatoji-lijn                              | Kizugawa        | Kioto      |

### JR West (Kamo - JR Namba)
Shinkansen: Tōkaidō

Hoofdlijn: Chuo · Kansai · Kisei · Tōkaidō · Takayama

Regionaal: Gotemba · Iida · Jōhoku · Meishō · Minobu · Sangū · Taita · Taketoyo
Shinkansen: Sanyō

Hoofdlijn: Hokuriku · Kansai · Kisei · San'in · Sanyō · Takayama · Tōkaidō

Regionaal: Akō · Bantan · Etsumi-Hoku · Fukuchiyama · Fukuen · Gantoku · Geibi · Hakubi · Hibi · Honshi-Bisan · Inbi · Jōhana · Kabe · Kakogawa · Katamachi · Kibi · Kishin · Kisuki · Kure · Kusatsu · Maizuru · Mine · Nanao · Ohama · Oito · Onoda · Sakai · Sakurai · Sanko · Tsuyama · Ube · Uno · Wakayama · Yamaguchi

Voorstadsnetwerk:  Biwako ·  Gakkentoshi (Katamachi) ·  Hanwa ·  Kansai Airport ·  Kobe ·  Kosei ·  Kioto · Nara · Osaka-ringlijn · Osaka Higashi ·  Sagano ·  Tozai ·  Yamatoji · Yumesaki